# هگزابوران(۱۲)
هگزابوران(۱۲)(به انگلیسی: Hexaborane(12)) یک ترکیب معدنی با فرمول شیمیایی B۶H۱۲ است. این ماده عضوی از بوران‌ها بوده و به شکل مایعی بی‌رنگ است که مانند اکثر هیدریدهای بور به راحتی آبکافت شده و قابل اشتعال است.
ساختار مولکولی آن به گروه تقارنی C۲ تعلق دارد.

## فرآوری
هگزابوران(۱۲) به طور معمول به روش بسط خوشه از B5H−
8 که باز مزدوج پنتابوران(۹) است، تهیه می شود:
LiB5H8 + 1/2 B2H6 → LiB6H11
LiB6H11 + HCl → B6H12 + LiCl